# Đại Đường Minh Nguyệt
Đại Đường Minh Nguyệt (tiếng Trung: 大唐明月; tiếng Anh: Weaving A Tale of Love) là một bộ phim truyền hình cổ trang của Trung Quốc được chuyển thể từ bộ tiểu thuyết cùng tên của tác giả Lam Vân Thư. Đại Đường Minh Nguyệt là dự án trọng điểm của Youku và tập đoàn Thiểm Văn, được khai máy ngày 18 tháng 5 năm 2020 và đóng máy ngày 11 tháng 9 năm 2020.
Ngày 26 tháng 1 năm 2021 bộ phim đã được đổi tên thành Phong Khởi Nghê Thường, ấn định lên sóng ngày 27 tháng 1 năm 2021 trên Truyền hình Hồ Nam và độc quyền mạng Youku. Đồng thời phim đã được FPT Play và Keeng Movies mua bản quyền phát song song với Trung Quốc.

## Lịch sử và nguyên tác

### Trong lịch sử
Khố Địch phu nhân không được nêu rõ tên trong lịch sử, chỉ biết bà là vợ kế của danh tướng Bùi Hành Kiệm. Trước bà, Bùi Hành Kiệm có một đời vợ và con riêng nhưng đã mất. Bà nổi tiếng với tư cách là một nữ quan trong hậu cung của Võ Tắc Thiên, giữ chức ngự chính. Sau này bà được phong là Hoa Dương phu nhân rồi Tấn Quốc phu nhân. Con trai bà sau này cũng là một nhân vật nổi trội trong lịch sử.
Bùi Hành Kiệm văn võ song toàn, vì thế mà bị Võ Tắc Thiên ganh ghét, điều đến Tây Vực. Bùi Hành Kiệm có công bình định Tây Vực, một đời trung thần. Tuy mất lòng Võ Tắc Thiên nhưng bề ngoài Võ Tắc Thiên vẫn đối xử với ông rất tốt. Nguyên nhân quan trọng chính là vợ kế ông, Khố Địch phu nhân rất thân thiết với Võ hậu (gọi là khuê mật). Năng lực của Khố Địch phu nhân thậm chí còn được đánh giá cao hơn Thượng Quan Uyển Nhi.

### Trong nguyên tác tiểu thuyết
Khố Địch Lưu Ly sinh ra trong gia tộc Khố Địch nhưng có mẹ là người Hồ. Vào thời Đường thì người Hồ chỉ những tộc người ở khu vực Tân Cương - Trung Đông ngày nay. Nàng có ngoại hình lai và vì quá xinh đẹp nên bị mẹ kế ganh ghét. Lưu Ly thời hiện đại xuyên không vào thân xác của Khố Địch Lưu Ly. Thời gian đầu vì không biết nói tiếng cổ nên nàng giả câm, bị mọi người xem như kẻ đần độn.
Mẹ mất, Lưu Ly bị mẹ kế và cha đẩy vào giáo phường. Để trốn thoát, nàng nương nhờ gia đình cậu là những thương nhân người Hồ kinh doanh ở kinh thành. Ở hiện đại Lưu Ly học vẽ nên sau đó nàng hành nghề hoạ gia, nhờ vậy mà gặp được mẹ và chị của Võ Tắc Thiên, được tiến cử vào cung làm hoạ gia.
Sau thời gian đấu tranh sinh tồn trong cung (cung đấu nhẹ), Lưu Ly kết hôn với Bùi Hành Kiệm và giúp y giải quyết nhiều vấn đề trong gia tộc (trạch đấu). Sau này Bùi Hành Kiệm bị phái đi Tây Vực, Lưu Ly bán hết gia sản, bôn ba đến Tây Vực giúp phu quân. Bình định được Tây Vực, hai người mới trở về Trường An. Bùi Hành Kiệm trở thành cái gai trong mắt Võ Tắc Thiên, cuối cùng y phải giả chết, bỏ đi Tây Vực. Nhiều năm sau hai vợ chồng đoàn tụ nhau tại đây.

## Nội dung

### Bản tóm tắt
Đường Cao Tông năm Vĩnh Huy, Khố Địch Lưu Ly là một thiếu nữ người Hồ rất có thiên phú may y phục, vận mệnh nhiều thăng trầm, nhiều lần đối mặt sinh tử, nhờ thông minh kiên nghị nàng lần lượt bình an mà vượt qua. Đúng vào lúc này, nàng gặp thiếu niên đăng khoa (người trúng tuyển khoa cử) Bùi Hành Kiệm năng lực bất phàm, có tài nhưng bị chèn ép nên không được trọng dụng. Hai người tại Võ Chu đoạt Đường thiên cổ lộng lẫy, cùng gặp gỡ cùng chứng kiến bí ẩn của hoàng thất cung đình, danh gia vọng tộc tranh đấu, triều chính quyền lực thay đổi, từ thiếu niên ngây thơ bên bờ hồ đến quyền lực đỉnh phong kinh tâm động phách, từ sinh hoạt bình phàm của thương nhân người Hồ đến nội bộ hoàng cung xa hoa khoe sắc, phong vân biến ảo hết thảy, không giờ khắc nào không thử thách tình cảm cùng tín nhiệm của hai người. Hậu cung, triều đình, người thân, khắp nơi đều là thử thách cùng cạm bẫy, con đường của bọn họ đã định trước là bộ bộ kinh tâm, nên ứng đối như thế nào, mới có thể để cho cừu địch quyền thế ngút trời tự ăn quả đắng? Bên ngoài hỗn loạn biến hóa, hai người lại một mực giữ vững trong lòng một mảnh thuần khiết không nhiễm bẩn như minh nguyệt của Đại Đường, dùng mưu trí cùng máu tươi, viết ra một đoạn sự nghiệp huy hoàng cùng giai thoại tình yêu truyền kỳ.

### Nội dung phim
Châm ngôn:
"Nhất thế khuynh tình
Chấp thủ lưỡng tương y
Bích nhân thành song
Khinh sa lung ngọc nhan
Nguyệt sấm Nghê Thường, Tình thâm cộng thưởng"
Nữ quan đứng đầu Thượng Phục cục là An thị có một người con gái tên Khố Địch Lưu Ly (Na Trát chủ diễn). Tuy có mẹ là "thiên hạ đệ nhất trâm" nhưng từ khi còn nhỏ, Lưu Ly bị cấm là không được động vào kim chỉ.
Vào năm Trinh Quán thứ 11 (Năm 637 sau Công Nguyên), An thị bị hãm hại và giam cầm trong đại lao. Lưu Ly tuổi nhỏ đã phải gặp cảnh thê lương, mẹ mất cha nghe lời vợ kế mà ruồng bỏ nàng. Lưu Ly được người bạn xưa của mẹ là Tôn nội thị cứu sống rồi mang về nuôi dưỡng.
Mười một năm sau (Trinh Quán thứ 22-Năm 648 sau Công Nguyên), Lưu Ly lớn lên ở Thái Y viện với thân phận là một Y quan, luôn thường trực tại Bất Lộc viện, chịu trách nhiệm khử trùng và phòng chống dịch bệnh cho các xác chết trong hoàng cung. Trong giai đoạn này, tài năng chế tác y phục của nàng được phát hiện, khiến người trong cung chú ý. Để tránh khỏi tai ương sắp tới, Tôn nội thị tìm mọi cách giúp nàng rời khỏi hoàng cung. Hơn nữa cậu nàng bên ngoài cung cũng khuyên bảo, mẫu thân nàng chỉ hi vọng nàng có thể sống một cuộc đời bình thường.
Sau khi rời khỏi cung, nàng bị kẻ phản bội ghen ghét mà rơi vào tình thế nguy hiểm, may mắn gặp được Bùi Hành Kiệm (Hứa Ngụy Châu chủ diễn), người có năng lực bất phàm nhưng bị chèn ép, gặp khó khăn trong nhiều năm, đã giúp Lưu Ly thoát khỏi kiếp nạn đồng thời cuộc đời chàng cũng bước sang trang mới.
Để tránh thương tổn cho người thân bên mình, Lưu Ly đã không ngần ngại nữ cải nam trang, chấp nhận đến Thượng Phục cục làm việc để điều tra sự thật về vụ án năm xưa của mẹ.
Bùi Hành Kiệm biết được âm mưu hãm hại thái tử của Tào Vương nên đã bí mật điều tra, nhờ vậy lấy được tín nhiệm của thái tử và tiến cung. Khi vào cung, Bùi Hành Kiệm phát hiện, kẻ đứng sau ám hại Lưu Ly chính là Trác Cẩm nương, cũng là người hại chết mẹ nàng. Sau khi biết được chân tướng, Lưu Ly quyết tâm báo thù. Bùi Hành Kiệm âm thầm bảo vệ nàng, nhưng cũng mong nàng có thể bước ra khỏi hận thù, sống cuộc sống bình thường.
Lúc này, Thái Tông đang ốm nặng và tình hình hoàng thất cực kỳ cấp bách, Lưu Ly và Thủ Ước cùng nhau phò tá giúp minh quân Lý Trị lên ngôi hoàng đế. Hai người họ cùng nhau lên kế hoạch, vào sinh ra tử rồi trao nhau tình cảm thầm kín. Khi vị hoàng đế mới lên ngôi và làm sáng tỏ vụ án của An thị, Lưu Ly và Bùi Hành Kiệm chọn cách rời xa hoàng cung, kiên quyết bảo vệ tình yêu của họ.

## Phân vai

### Nhân vật chính
| Diễn viên                                                      | Vai diễn                                                                             | Giới thiệu nhân vật |
| Cổ Lực Na Trát (古力娜扎)                                      | Khố Địch Lưu Ly (库荻琉璃) Đậu Y Quan (豆医官)/Tiểu Đậu Tử (小豆子) Ngọc Nhi (玉儿） | Trưởng nữ của Khố Địch gia - con gái của Khố Địch Diên Trung → Con gái của thiên hạ đệ nhất trâm - An Thị → Con trai nuôi của Tôn Đức Thành ở Bất Lộc viện → Đậu y quan ở Thái y viện phòng bệnh truyền nhiễm → Hoạ sư ở Như Ý Giáp Hiệt → Bàn tay dệt ở Thượng phục cục → Thượng phục cục - Khố Địch đại gia (库狄大家) → Hoa Dương phu nhân (華陽夫人) Con gái cả trong gia đình trung lưu người Hồ, mẹ mất, cha thiên vị vợ bé và con thứ. Do mẹ bị giá hoạ việc bí mật may xiêm y cho Dương Phi làm hoàng hậu, nên bị nhốt vào đại lao. Vào năm Trinh Quán thứ 22, Lưu Ly lớn lên ở Bất Lộc viện, để che giấu thân phận nữ nhi của mình, nàng được A ông (Tôn nội thị) cho làm y quan ở Thái y viện. Ngày ngày túc trực, chịu trách nhiệm khử trùng, phòng bệnh truyền nhiễm cho các thi thể ở hoàng cung. Vì mang trong mình thiên phú may y phục nên bị nhiều người để ý. Khi Lưu Ly đủ 18 tuổi, cũng là lúc trốn khỏi hoàng cung, đồng thời tránh hiềm nghi về thân phận. Tuy nhiên, nàng bị kẻ phản bội ghen ghét mà rơi vào thế nguy. May thay gặp được Bùi Hành Kiệm - một người có năng lực bất phàm giúp nàng thoát khỏi nguy cơ nhưng cũng đúng lúc giúp chính bản thân mình thoát khỏi số mệnh khắc nghiệt trong nhiều năm. Sau khi trốn khỏi cung, Lưu Ly gặp lại cữu phụ của mình là An Tứ lang, làm hoạ sư ở Như Ý Giáp Hiệt với thân phận nữ nhi (lấy tên Ngọc Nhi). Tại đây, nhờ sự khéo léo và tài năng thiên phú mà nàng đã giúp cho tiệm Như Ý làm ăn phát đạt, chiến thắng trong cuộc thi đại hội chiêu thương của người Hồ. Để cứu người cha nuôi chính trực, Tiểu Thuận Tử mà Lưu Ly phải chấp nhận đầu hàng, trở về hoàng cung. Đồng ý gia nhập Thượng phục cục, tiếp tục điều tra chân tướng về cái chết của mẹ. Nhiều lần bị Trác Đại gia hãm hại song được Bùi Hành Kiệm giải nguy. Ở trong cung, nàng cùng Thủ Ước tương trợ lẫn nhau, phò trợ cho minh quân Lý Trị lên ngôi. Sau này được Cao Tông hoàng đế giải oan cho vụ án năm xưa của mẹ và phong làm Đại gia ở Thượng phục cục. Trải qua nhiều biến cố, nàng cùng Thủ Ước kết thành phu thê, nàng chấp nhận trả giá, không màng thanh danh đấu lại đại trưởng công chúa, bán hết gia sản cho triều đình, đuổi theo chồng tới vùng hoang vu hẻo lánh. Từ đây cũng là lúc bắt đầu cho bao sóng gió sắp nổi lên ở thành Trường An, viết tiếp trang sử về cuộc đời và sự nghiệp đầy thăng hoa của nhân vật này. |
| Lưu Ly lúc nhỏ: Ái Khắc Đạt A Địa Lực Giang (愛克達阿地力江)   | Khố Địch Lưu Ly (库荻琉璃) Đậu Y Quan (豆医官)/Tiểu Đậu Tử (小豆子) Ngọc Nhi (玉儿） | Trưởng nữ của Khố Địch gia - con gái của Khố Địch Diên Trung → Con gái của thiên hạ đệ nhất trâm - An Thị → Con trai nuôi của Tôn Đức Thành ở Bất Lộc viện → Đậu y quan ở Thái y viện phòng bệnh truyền nhiễm → Hoạ sư ở Như Ý Giáp Hiệt → Bàn tay dệt ở Thượng phục cục → Thượng phục cục - Khố Địch đại gia (库狄大家) → Hoa Dương phu nhân (華陽夫人) Con gái cả trong gia đình trung lưu người Hồ, mẹ mất, cha thiên vị vợ bé và con thứ. Do mẹ bị giá hoạ việc bí mật may xiêm y cho Dương Phi làm hoàng hậu, nên bị nhốt vào đại lao. Vào năm Trinh Quán thứ 22, Lưu Ly lớn lên ở Bất Lộc viện, để che giấu thân phận nữ nhi của mình, nàng được A ông (Tôn nội thị) cho làm y quan ở Thái y viện. Ngày ngày túc trực, chịu trách nhiệm khử trùng, phòng bệnh truyền nhiễm cho các thi thể ở hoàng cung. Vì mang trong mình thiên phú may y phục nên bị nhiều người để ý. Khi Lưu Ly đủ 18 tuổi, cũng là lúc trốn khỏi hoàng cung, đồng thời tránh hiềm nghi về thân phận. Tuy nhiên, nàng bị kẻ phản bội ghen ghét mà rơi vào thế nguy. May thay gặp được Bùi Hành Kiệm - một người có năng lực bất phàm giúp nàng thoát khỏi nguy cơ nhưng cũng đúng lúc giúp chính bản thân mình thoát khỏi số mệnh khắc nghiệt trong nhiều năm. Sau khi trốn khỏi cung, Lưu Ly gặp lại cữu phụ của mình là An Tứ lang, làm hoạ sư ở Như Ý Giáp Hiệt với thân phận nữ nhi (lấy tên Ngọc Nhi). Tại đây, nhờ sự khéo léo và tài năng thiên phú mà nàng đã giúp cho tiệm Như Ý làm ăn phát đạt, chiến thắng trong cuộc thi đại hội chiêu thương của người Hồ. Để cứu người cha nuôi chính trực, Tiểu Thuận Tử mà Lưu Ly phải chấp nhận đầu hàng, trở về hoàng cung. Đồng ý gia nhập Thượng phục cục, tiếp tục điều tra chân tướng về cái chết của mẹ. Nhiều lần bị Trác Đại gia hãm hại song được Bùi Hành Kiệm giải nguy. Ở trong cung, nàng cùng Thủ Ước tương trợ lẫn nhau, phò trợ cho minh quân Lý Trị lên ngôi. Sau này được Cao Tông hoàng đế giải oan cho vụ án năm xưa của mẹ và phong làm Đại gia ở Thượng phục cục. Trải qua nhiều biến cố, nàng cùng Thủ Ước kết thành phu thê, nàng chấp nhận trả giá, không màng thanh danh đấu lại đại trưởng công chúa, bán hết gia sản cho triều đình, đuổi theo chồng tới vùng hoang vu hẻo lánh. Từ đây cũng là lúc bắt đầu cho bao sóng gió sắp nổi lên ở thành Trường An, viết tiếp trang sử về cuộc đời và sự nghiệp đầy thăng hoa của nhân vật này. |
| Hứa Ngụy Châu (许魏洲)                                         | Bùi Hành Kiệm（裴行俭)/Bùi lang quân（裴郎君） Tự: Thủ Ước (守約)                    | Đệ tử của tướng quân Tô Định Phương → Học tử của Tứ môn học Quốc Tử Giám → Tả vệ suất (左衛率) → Trường An lệnh (長安令) Con trai độc nhất còn sống sót của một chi họ Bùi, xuất thân danh môn nhưng thân phận lỡ cỡ, vì tài sản cha ông để lại mà là cái đinh trong mắt cái gai trong thịt của các chi, các nhánh cùng dòng họ khác, bị hãm hại đặt điều thành kẻ có số mệnh khắc nghiệt, bất cứ ai dính gần đều dễ mất mạng. Bùi Hành Kiệm ôn hòa nhã nhặn, tính cách kiên định, tâm trí cứng cỏi, thắng không kiêu bại không nản, một lòng vì nước vì dân, xứng danh trung thần lương tướng. Đứng trước thế sự, chàng thường tâm niệm chỉ cần không thẹn với lương tâm, cứ hết sức thực hiện, là phúc hay hoạ đều sẵn sàng chấp nhận. Trong lịch sử chàng là thư pháp gia nổi tiếng, thành tựu của chàng đủ cả về mặt quân sự lẫn dân sự. Trong lúc đến thành Trường An, Thủ Ước gặp gỡ và nhiều lần giúp Lưu Ly thoát nạn, nảy sinh tình cảm. Khi vào cung, được thái tử trọng dụng, phong làm tả vệ suất, đảm nhiệm nhiều trọng trách của hoàng thất. Cùng với Lưu Ly vượt qua khó khăn, dẹp loạn phản quân của Tào Vương, đưa thái tử Lý Trị kế vị khi Thái Tông qua đời. Sau khi hoàn thành sứ mệnh, Thủ Ước cùng Lưu Ly xuất cung, được Cao Tông ban hôn kết duyên phu thê. |
| Bùi Hành Kiệm lúc nhỏ: Biên Trình（边程）-"khách mời đặc biệt" | Bùi Hành Kiệm（裴行俭)/Bùi lang quân（裴郎君） Tự: Thủ Ước (守約)                    | Đệ tử của tướng quân Tô Định Phương → Học tử của Tứ môn học Quốc Tử Giám → Tả vệ suất (左衛率) → Trường An lệnh (長安令) Con trai độc nhất còn sống sót của một chi họ Bùi, xuất thân danh môn nhưng thân phận lỡ cỡ, vì tài sản cha ông để lại mà là cái đinh trong mắt cái gai trong thịt của các chi, các nhánh cùng dòng họ khác, bị hãm hại đặt điều thành kẻ có số mệnh khắc nghiệt, bất cứ ai dính gần đều dễ mất mạng. Bùi Hành Kiệm ôn hòa nhã nhặn, tính cách kiên định, tâm trí cứng cỏi, thắng không kiêu bại không nản, một lòng vì nước vì dân, xứng danh trung thần lương tướng. Đứng trước thế sự, chàng thường tâm niệm chỉ cần không thẹn với lương tâm, cứ hết sức thực hiện, là phúc hay hoạ đều sẵn sàng chấp nhận. Trong lịch sử chàng là thư pháp gia nổi tiếng, thành tựu của chàng đủ cả về mặt quân sự lẫn dân sự. Trong lúc đến thành Trường An, Thủ Ước gặp gỡ và nhiều lần giúp Lưu Ly thoát nạn, nảy sinh tình cảm. Khi vào cung, được thái tử trọng dụng, phong làm tả vệ suất, đảm nhiệm nhiều trọng trách của hoàng thất. Cùng với Lưu Ly vượt qua khó khăn, dẹp loạn phản quân của Tào Vương, đưa thái tử Lý Trị kế vị khi Thái Tông qua đời. Sau khi hoàn thành sứ mệnh, Thủ Ước cùng Lưu Ly xuất cung, được Cao Tông ban hôn kết duyên phu thê. |
| Thi Thi （施诗）                                               | Võ Mị Nương (武媚娘)                                                                 | Võ Tài Nhân (武才人) → Võ Chiêu Nghi (武昭儀) Đại tiểu thư nhà họ Võ - Võ Nguyên Hoa, một gia tộc dòng dõi, kết thân với gia đình Bùi Hành Kiệm. Khi may giá y nhập cung đã đến tiệm may Như Ý, tình cờ gặp cô bé thông minh là Lưu Ly lúc nhỏ và nhận nhau làm tỷ muội, đồng thời hai lần cứu mạng Lưu Ly. Nhập cung được Lý Thế Dân phong làm Tài Nhân, ban danh là Võ Mị Nương. Khi Đường Thái Tông lâm bệnh, nàng cùng với Lưu Ly và Bùi lang phò trợ cho thái tử Lý Trị lên ngôi. Sau này, nàng được Cao Tông phong làm Võ Chiêu Nghi. Nhân vật này trong lịch sử về sau là Võ Đế, người làm gián đoạn triều đại nhà Đường mãi đến thời Đường Duệ Tông. |
| Võ Mị Nương lúc nhỏ: Tô Nguy Vũ (蘇巍舞)                       | Võ Mị Nương (武媚娘)                                                                 | Võ Tài Nhân (武才人) → Võ Chiêu Nghi (武昭儀) Đại tiểu thư nhà họ Võ - Võ Nguyên Hoa, một gia tộc dòng dõi, kết thân với gia đình Bùi Hành Kiệm. Khi may giá y nhập cung đã đến tiệm may Như Ý, tình cờ gặp cô bé thông minh là Lưu Ly lúc nhỏ và nhận nhau làm tỷ muội, đồng thời hai lần cứu mạng Lưu Ly. Nhập cung được Lý Thế Dân phong làm Tài Nhân, ban danh là Võ Mị Nương. Khi Đường Thái Tông lâm bệnh, nàng cùng với Lưu Ly và Bùi lang phò trợ cho thái tử Lý Trị lên ngôi. Sau này, nàng được Cao Tông phong làm Võ Chiêu Nghi. Nhân vật này trong lịch sử về sau là Võ Đế, người làm gián đoạn triều đại nhà Đường mãi đến thời Đường Duệ Tông. |
| Triệu Thuận Nhiên (赵顺然)                                     | Lý Trị (李治)/Đường Cao Tông (唐高宗)                                                | Thái tử (太子) → Đường Cao Tông (唐高宗) Cao Tông hoàng đế tên thật là Lý Trị, là con trai thứ 9 của Đường Thái Tông và là con trai thứ ba của Văn Đức hoàng hậu - Trưởng Tôn thị. Lúc Thái tông ốm nặng, trong tình thế cấp bách, Lưu Ly và Bùi Hành Kiệm được triệu tập vào cung để hỗ trợ chính sự của triều đình, phò tá Lý Trị lên ngôi hoàng đế. Đường Cao Tông có một đoạn tình cảm với Khố Địch Lưu Ly. |

### Khố Địch gia
| Diễn viên                 | Vai diễn                       | Giới thiệu nhân vật |
| Tôn Quý (孫瑋)            | Khố Địch Diên Trung (庫狄延忠) | Chồng của An Thị và Tào Thị, cha của Lưu Ly và San Hồ Là người vô năng, không có chủ kiến. Khi thấy An Thị bị đệ tử vu oan hãm hại, vì sợ gia tộc bị diệt vong mà ông ta nghe lời xúi giục của Tào Thị, một mực phủi bỏ quan hệ với An Thị để tránh rước hoạ. |
| Mạch Địch Na (麦迪娜)     | An Thị (安氏)                  | Xem ở mục Khách mời đặc biệt |
| Cổ Lực Na Trát (古力娜扎) | Khố Địch Lưu Ly (庫狄琉璃)     | Xem ở mục Nhân vật chính |
| Nhiễm Thiến (冉倩) (曹氏) | Tào Thị (曹氏)                 | Thứ mẫu của Lưu Ly, sinh mẫu của San Hồ, vợ lẽ của Khố Địch Diên Trung Luôn mong muốn một ngày nào đó, bản thân từ một người vợ lẽ trở thành chính thê của Khố Địch gia.                                                                                      |
| Trần Thước (陳爍)         | Khố Địch San Hồ (庫狄珊瑚)     | Con gái của nhị nương Tào Thị, em gái của Lưu Ly Lấy danh nghĩa là truyền nhân của thiên hạ đệ nhất trâm để mở cửa tiệm Tào Ký. Về sau làm thiếp ở Hà Đông Công phủ, trở thành con cờ trong tay Lâm Hải đại trưởng công chúa chống lại Lưu Ly.                |
| Bạch Vũ (白雨)            | Khố Địch Ngũ Nương (庫狄五娘)  | Cô mẫu của Lưu Ly và San Hồ, em gái của Khố Địch Diên Trung, làm thiếp ở phủ Bùi Đô Uý |

### Như Ý Giáp Hiệt
| Diễn viên                 | Vai diễn            | Giới thiệu nhân vật |
| Dương Tuyết Nhi (楊雪兒)  | A Nghê (阿霓)       | Con gái nuôi chính trực của An Tứ gia → Trưởng quầy của Như Ý Giáp Hiệt → Thị nữ thân cận của Lưu Ly Từng là tỳ nữ của Cao Dương công chúa, đã bị trục xuất khỏi cung và được An Tứ gia mua lại từ những kẻ buôn người. Vì mang lòng biết ơn nên cô thường xuyên giúp đỡ và bảo vệ Lưu Ly (lúc này là Ngọc Nhi), xem nhau như tỷ muội. Với sự trợ giúp của Lưu Ly, A Nghê và tiệm Như Ý đã giành được vị trí đầu tiên trong đại hội Hồ thương, khiến danh tiếng của tiệm càng thêm lừng lẫy. Về sau, khi Lưu Ly gả cho Thủ Ước, cô đã đến Bùi Minh phủ làm thị nữ thân cận cho Lưu Ly. |
| Cổ Lực Na Trát (古力娜扎) | Ngọc Nhi (玉兒)     | Xem ở mục Nhân vật chính |
| —                         | An Tứ lang (安四郎) | Huynh trưởng An Thị → Chủ tiệm Như Ý Giáp Hiệt, cữu phụ của Lưu Ly |

### Bất Lộc viện
| Diễn viên                 | Vai diễn                                  | Giới thiệu nhân vật |
| Vu Hồng Châu (于鴻洲)     | Tôn Đức Thành (孫德成)                    | Nội thị của Bất Lộc viện Là người trong nóng ngoài lạnh, tính tình tốt bụng. Khi gặp nguy hiểm, An Thị nhờ ông giúp đỡ chăm sóc và nuôi dưỡng Lưu Ly đến tuổi 18 sau khi rời khỏi cung và trở lại với cuộc sống tự do.                                                                                                  |
| Vu Bân (于斌)             | Tiểu Thuận Tử (小順子)                    | Thái giám trẻ đầy kinh nghiệm ở Bất Lộc viện, làm việc chính sự cho Tôn Đức Thành Là người hiền lành, tính tình nhút nhát nhưng thận trọng và rất trung thành với sư phụ của mình. Lớn lên cùng với Lưu Ly, cực kỳ thân thiết.                                                                                          |
| Lý Hạo Dương (李昊洋)     | Tiểu Thuận Tử lúc nhỏ                     | Thái giám trẻ đầy kinh nghiệm ở Bất Lộc viện, làm việc chính sự cho Tôn Đức Thành Là người hiền lành, tính tình nhút nhát nhưng thận trọng và rất trung thành với sư phụ của mình. Lớn lên cùng với Lưu Ly, cực kỳ thân thiết.                                                                                          |
| Cổ Lực Na Trát (古力娜扎) | Đậu Y Quan (豆医官)/Tiểu Đậu Tử (小豆子） | Xem ở mục Nhân vật chính |
| Khương Hạo Tự (姜昊序)    | Tiểu Quế Tử (小桂子)                      | Viên thái giám trẻ ở Bất Lộc viện Tính tình hiền lành, nói nhiều, khi Võ Tài Nhân hỏi Tôn nội thị về nguồn gốc thêu y phục của Địch Tài Nhân quá cố, Tôn nội thị chưa kịp trả lời thì Tiểu Quế Tử đã xen vào khiến người khác để ý đến thân phận của Đậu y quan.                                                        |
| Trương Hàn Du (張航瑜)    | Ngụy Lâm (魏林)                           | Viên thái giám trẻ tuổi mới được nhận vào Bất Lộc viện Đầu óc mưu mô xảo quyệt, làm chuyện bẩn thỉu nên bị giáng chức xuống Bất Lộc viện làm việc, bắt đầu từ cấp thấp nhất, hắn ta cực kỳ không được lòng người. Cuối cùng, do việc ám sát Đậu y quan bất thành nên hắn bị Trát Cẩm Nương đẩy xuống nước và chết đuối. |

### Hoàng cung
| Diễn viên                  | Vai diễn                                     | Giới thiệu nhân vật |
| Đàm Khải (谭凯)            | Lý Thế Dân (李世民)/Đường Thái Tông (唐太宗) | Xem ở mục Khách mời đặc biệt |
| —                          | Trưởng Tôn hoàng hậu (长孙皇后)              | Tiên Hoàng hậu Thụy hiệu: Văn Đức Thuận Thánh hoàng hậu Chỉ xuất hiện qua lời kể của các nhân vật trong phim, đã qua đời. |
| Tịch Dư Lập (席與立)       | Dương Phi (楊妃)                             | Sủng phi của Đường Thái Tông, mẹ nuôi của Tào Vương |
| Đường Phi (唐菲)           | Đan Thanh (丹青)                             | Cung nữ bên cạnh Dương Phi |
| Trương Vãn Ý (张晚意)      | Lý Minh (李明)/Tào Vương (曹王)              | Con trai thứ mười bốn của Hoàng đế Thái Tông nhà Đường (đệ thập tứ hoàng tử) → Tào Vương (曹王) Con trai nuôi của Dương Phi, vì thèm muốn vị trí Đông cung nên nhiều lần gài bẫy, hãm hại thái tử Lý Trị. Khi Thái Tông bệnh nặng và tình hình hiện tại rất nhạy cảm, Tào Vương đã chớp lấy thời cơ giết chết tổng quản nội thị bên cạnh phụ hoàng, buộc ông phải dùng mình với lý do muốn phong Phan Tần Hải trở thành tổng quản nội thị trong tương lai. Đến cuối cùng, kế hoạch đầu độc bệ hạ, đổ lỗi cho thái tử Lý Trị cùng âm mưu tạo phản đều thất bại, bị Thái Tông xử tội. |
| Mã Kinh Kinh (馬京京)      | Bồ Ba Nỗ (蒲巴弩)                            | Đệ nhất dũng sĩ thảo nguyên → Cận vệ của Tào Vương Để lấy lòng và moi móc tin tức của Lý Trị, Tào Vương đã bố trí cận vệ riêng của mình cạnh tranh với Bùi Hành Kiệm cho vị trí "tả vệ suất", trở thành cận vệ của thái tử điện hạ. Trong cuộc tỷ thí võ công, hắn uống độc dược cực mạnh của Tào Vương để tăng công lực, nhưng vẫn bị đánh bại trước chiến thuật của Bùi Hành Kiệm. Khi Thái Tông lâm bệnh, tình hình hiện tại rất nhạy cảm, Tào Vương đã bắt hắn sử dụng độc dược cho mục đích riêng của mình. |
| Thi Thi (施诗)             | Võ Mị Nương (武媚娘)                         | Xem ở mục Nhân vật chính |
| Trương Địch (張荻)         | Tùng Đào (松濤)                              | Cung nữ bên cạnh Võ Tài Nhân |
| Triệu Thuận Nhiên (赵顺然) | Lý Trị (李治)                                | Xem ở mục Nhân vật chính |
| Phan Duyệt (潘悅)          | —                                            | Thái tử phi Chính phi của thái tử Lý Trị. |
| Phùng Minh Kinh (馮茗驚)   | Vương Phục Thắng (王伏勝)                    | Thái giám ở Đông Cung Hầu hạ thân tín của thái tử, bằng hữu của Lưu Ly và Thủ Ước. |
| Trương Dĩ Ninh (張苡寧)    | Thư Lan (書蘭)                               | Cung nữ ở Đông Cung |
| Vu Ngạn Khải (于彥凱)      | Tô Định Phương (蘇定方)                      | Quan bái đại tướng quân Sư phụ của Bùi Hành Kiệm, phu nhân của ông đã nhận Lưu Ly làm con gái để tránh cho Lưu Ly bị Lâm Hải trưởng công chúa an bài tính toán. |
| Hứa Ngụy Châu (许魏洲)     | Bùi Hành Kiệm (裴行俭)                       | Xem ở mục Nhân vật chính |
| Trần Vũ Phi (陳雨菲)       | Lâm Hải đại trưởng công chúa (臨海大長公主)  | Con gái thứ mười sáu của Đường Cao Tổ - Lý Uyên, cô mẫu của Đường Cao Tông - Lý Trị, tình nhân của Hà Đông Công phủ và là mẹ kế của Lục Kỳ Nương (vợ cả của Bùi Hành Kiệm, đã qua đời). |
| Lý Minh Vũ (李鳴宇)        | Phan Tần Hải (潘秦海)                        | Phó tổng quản của nội thị viện Là người tham tiền nhưng giữ vững nguyên tắc "tuy tham tiền nhưng không hại tính mạng người khác". Phụ trách công tác phân phối nhân sự của nội thị viện, đại lao hoàng cung "Dịch đình" cũng nằm trong thẩm quyền của ông ta. Khi thái tử đích thân đến Dịch đình cứu Tiểu Đậu Tử thì chứng kiến cai ngục bị đầu độc bởi người ngoài nên đã yêu cầu ông ta cho lời giải thích trong việc xét xử vụ án cùng với việc kiểm soát nội thị viện. Trong lúc giải trình, để thoát tội, ông ta khai man là do bất bình cá nhân, sau đó phạm nhân đã tự sát vì sợ tội. Khi Thái Tông bệnh nặng, Tào Vương đã nhân cơ hội giết tổng quản nội thị và đề bạt Phan Tần Hải lên làm nội thị thân cận trong tương lai, uy hiếp Phan nội thị làm việc riêng cho mình. Tào Vương ra lệnh và giục ông tìm mọi cách hạ độc Thái Tông hoàng đế. Để có thể sống sót về sau, Phan nội thị đã tiết lộ âm mưu thâm độc này cho thái tử. |
| Trần Sở Hoàn (陳楚洹)      | Phúc Vương (福王)                            | |
| Thần Dương (晨陽)          | Lâm thượng phục (林尚服)                     | Xem ở mục Thượng phục cục |
| Lý Tâm Dật (李芯逸)        | Trác Cẩm Nương (卓锦娘)                      | Xem ở mục Thượng phục cục |
| Trần Cẩn Như (陳瑾如)      | Đặng Thất Nương (鄧七娘)                     | Xem ở mục Thượng phục cục |
| Na Cát Mã (娜吉瑪)         | A Bích (阿碧)                                | Xem ở mục Thượng phục cục |
| Mạch Địch Na (麦迪娜)      | An đại gia (安大家)                          | Xem ở mục Khách mời đặc biệt |
| Vu Hồng Châu (于鴻洲)      | Tôn Đức Thành (孫德成)                       | Xem ở mục Bất Lộc viện |
| Vu Bân (于斌)              | Tiểu Thuận Tử (小順子)                       | Xem ở mục Bất Lộc viện |
| Cổ Lực Na Trát (古力娜扎)  | Đậu Y Quan (豆医官)/Tiểu Đậu Tử (小豆子）    | Xem ở mục Nhân vật chính |
| Khương Hạo Tự (姜昊序)     | Tiểu Quế Tử (小桂子)                         | Xem ở mục Bất Lộc viện |
| Trương Hàn Du (張航瑜)     | Ngụy Lâm (魏林)                              | Xem ở mục Bất Lộc viện |

### Thượng phục cục
| Diễn viên                 | Vai diễn                                  | Giới thiệu nhân vật |
| Thần Dương (晨陽)         | Lâm Thượng phục (林尚服)                  | Đảm nhiệm chức Thượng phục ở Thượng phục cục Nghe theo lời gièm phe và âm mưu của Trác Cẩm Nương, cùng bà ta đến tham vấn Dương Phi về chuyện may giá y nhưng thất bại. Khi bị hỏi tội, đành nghe theo lời của Trác, vu khống An Thị và buộc phải thăng bà ta làm Đại gia ở Thượng phục cục. |
| Lý Tâm Dật (李芯逸)       | Trác Cẩm Nương (卓锦娘)                   | Đệ tử của thiên hạ đệ nhất trâm - An Đại gia → Đại gia ở Thượng phục cục Tâm đồ bất chính, tàn nhẫn và làm việc dứt khoát, để đạt được mục đích mà không từ thủ đoạn, giá hoạ chuyện mình giấu làm giá y hoàng hậu cho Dương Phi, đổ hết mọi tội lỗi cho Đại gia đời trước - An Thị khi bị Thái Tông hỏi tội. Khiến cho Lâm Thượng phục bị khống chế buộc phải thăng bà ta làm Đại gia ở Thượng phục cục. Thời gian sau đó, thấy được kỹ năng thêu của Tiểu Đậu Tử quá xuất sắc, luôn cho rằng kỹ năng thêu của Tiểu Đậu Tử là do An Thị truyền dạy. Thường viện cớ để lục soát tư phòng Tiểu Đậu Tử, truy tìm tung tích của cây kim vàng. |
| Trần Cẩn Như (陳瑾如)     | Đặng Thất Nương (鄧七娘)                  | Họ hàng với Tào gia → Đệ tử của Trác Cẩm Nương ở Thượng phục cục Tuy tính cách rụt rè nhưng luôn được Trác Cẩm Nương sai làm việc chính sự cho bà ta. Vốn dĩ bản chất là người tốt bụng, cảm kích khi được Lưu Ly chỉ dạy cách thêu thùa, cô thường xuyên lén sư phụ của mình để bí mật giúp đỡ Lưu Ly. |
| Na Cát Mã (娜吉瑪)        | A Bích (阿碧)                             | Cung nữ ở Thượng phục cục Tay nghề may y phục xếp sau Đặng Thất Nương nhưng tham vọng của cô không hề nhỏ. Nhân cơ hội phản bội Thất Nương, được Trác Cẩm Nương đánh giá cao và làm người thân cận cho bà ta. |
| Mạch Địch Na (麦迪娜)     | An Đại gia (安大家)                       | Xem ở mục Khách mời đặc biệt |
| Cổ Lực Na Trát (古力娜扎) | Đậu Y Quan (豆医官)/Tiểu Đậu Tử (小豆子） | Xem ở mục Nhân vật chính |

### Khách mời đặc biệt
| Diễn viên             | Vai diễn              | Giới thiệu nhân vật |
| Đàm Khải (谭凯)       | Lý Thế Dân (李世民)   | Đường Thái Tông (唐太宗) Niên hiệu: Trinh Quán (貞觀) (626-649) Thụy hiệu: Văn Vũ Đại Thánh Đại Quảng Hiếu hoàng đế (文武大聖大廣孝皇帝) Con trai là Đường Cao Tông, Tào Vương và Phúc Vương, một vị vua anh minh lỗi lạc. |
| Mạch Địch Na (麦迪娜) | An Đại gia (安大家)   | Thiên hạ đệ nhất trâm - An Đại gia → Tú Nương ở Như Ý Giáp Hiệt - An Tứ nương → chính thê của Khố Địch Diên Trung → Sinh mẫu của Khố Địch Lưu Ly Đệ nhất thêu thùa trong thiên hạ, là An Đại gia trong Thượng phục cục. Về sau xin Trưởng Tôn hoàng hậu (tức tiên hậu) xin xuất cung , từ bỏ chốn cung cấm. Làm vợ cả của nhà Khố Địch, vợ hai ghét bỏ cay độc, còn chồng thì nhu nhược không bảo vệ được. Không muốn con gái đi theo vết xe của mình, cấm Lưu Ly học thêu. Bị kẻ phản bội đặt điều hãm hại, lấy cái chết của bản thân sau khi nhờ vả Tôn nội thị để con gái được sống sót. |
| Biên Trình (边程)     | Bùi Hành Kiệm lúc nhỏ | Xem ở mục Nhân vật chính |

## Rating

### Tỷ suất xem
| Ngày phát sóng |            | Rating CSM59                                                                                            | Rating CSM59                                                                                            | Rating CSM59                                                                                            | Rating toàn quốc                                                                                        | Rating toàn quốc                                                                                        | Rating toàn quốc                                                                                        |         |
| Ngày phát sóng | Tập        | Rating                                                                                                  | Thị phần                                                                                                | Xếp hạng phim cùng khung giờ                                                                            | Rating                                                                                                  | Thị phần                                                                                                | Xếp hạng phim cùng khung giờ                                                                            | Ghi chú |
| -------------- | ---------- | --- | --- | --- | --- | --- | --- | ------- |
| 27-01-2021     | 1-2        | 2.782                                                                                                   | 9.43%                                                                                                   | 1 | 0.94 | 4.66%                                                                                                   | 1 |         |
| 28-01-2021     | 3-4        | 2.782                                                                                                   | 9.43%                                                                                                   | 1 | 1.11 | 4.75%                                                                                                   | 1 |         |
| 29-01-2021     | 5          | 1.654                                                                                                   | 5.24%                                                                                                   | 5 | 0.71 | 2.86%                                                                                                   | 2 |         |
| 30-01-2021     | 6          | 1.888                                                                                                   | 5.99%                                                                                                   | 4 | 0.68 | 2.65%                                                                                                   | 4 |         |
| 31-01-2021     | 7-8        | 2.252                                                                                                   | 7.47%                                                                                                   | 4 | 0.94 | 3.98%                                                                                                   | 1 |         |
| 01-02-2021     | 9-10       | 2.768                                                                                                   | 9.29%                                                                                                   | 1 | 1 | 4.31%                                                                                                   | 1 |         |
| 02-02-2021     | 11-12      | 2.875                                                                                                   | 9.7% | 1 | 1.04 | 4.51%                                                                                                   | 1 |         |
| 03-02-2021     | 13-14      | 2.997                                                                                                   | 10.17%                                                                                                  | 1 | 1.12 | 4.8% | 1 |         |
| 04-02-2021     | —          | Phát sóng Gala lễ hội mùa Xuân 2021 của đài Hồ Nam nên các chương trình cùng giờ sẽ tạm dừng            | Phát sóng Gala lễ hội mùa Xuân 2021 của đài Hồ Nam nên các chương trình cùng giờ sẽ tạm dừng            | Phát sóng Gala lễ hội mùa Xuân 2021 của đài Hồ Nam nên các chương trình cùng giờ sẽ tạm dừng            | Phát sóng Gala lễ hội mùa Xuân 2021 của đài Hồ Nam nên các chương trình cùng giờ sẽ tạm dừng            | Phát sóng Gala lễ hội mùa Xuân 2021 của đài Hồ Nam nên các chương trình cùng giờ sẽ tạm dừng            | Phát sóng Gala lễ hội mùa Xuân 2021 của đài Hồ Nam nên các chương trình cùng giờ sẽ tạm dừng            |         |
| 05-02-2021     | 15         | 2.175                                                                                                   | 6.84%                                                                                                   | 2 | 0.79 | 3.2% | 1 |         |
| 06-02-2021     | 16         | 2.099                                                                                                   | 6.64%                                                                                                   | 3 | 0.87 | 3.51%                                                                                                   | 2 |         |
| 07-02-2021     | 17-18      | 2.27 | 7.58%                                                                                                   | 1 | 0.86 | 3.6% | 2 |         |
| 08-02-2021     | 19-20      | 2.650                                                                                                   | 8.92%                                                                                                   | 1 | 1.07 | 4.51%                                                                                                   | 1 |         |
| 09-02-2021     | 21-22      | 2.683                                                                                                   | 9.58%                                                                                                   | 1 | 1.07 | 4.57%                                                                                                   | 1 |         |
| 10-02-2021     | 23-24      | 2.952                                                                                                   | 9.38%                                                                                                   | 1 | 1 | 4.03%                                                                                                   | 1 |         |
| 11-02-2021     | —          | Phát sóng Gala lễ hội mùa Xuân 2021 của CCTV nên các chương trình cùng giờ sẽ tạm dừng                  | Phát sóng Gala lễ hội mùa Xuân 2021 của CCTV nên các chương trình cùng giờ sẽ tạm dừng                  | Phát sóng Gala lễ hội mùa Xuân 2021 của CCTV nên các chương trình cùng giờ sẽ tạm dừng                  | Phát sóng Gala lễ hội mùa Xuân 2021 của CCTV nên các chương trình cùng giờ sẽ tạm dừng                  | Phát sóng Gala lễ hội mùa Xuân 2021 của CCTV nên các chương trình cùng giờ sẽ tạm dừng                  | Phát sóng Gala lễ hội mùa Xuân 2021 của CCTV nên các chương trình cùng giờ sẽ tạm dừng                  |         |
| 12-02-2021     | —          | Phát sóng Gala lễ hội mùa Xuân Trung Quốc 2021 của đài Hồ Nam nên các chương trình cùng giờ sẽ tạm dừng | Phát sóng Gala lễ hội mùa Xuân Trung Quốc 2021 của đài Hồ Nam nên các chương trình cùng giờ sẽ tạm dừng | Phát sóng Gala lễ hội mùa Xuân Trung Quốc 2021 của đài Hồ Nam nên các chương trình cùng giờ sẽ tạm dừng | Phát sóng Gala lễ hội mùa Xuân Trung Quốc 2021 của đài Hồ Nam nên các chương trình cùng giờ sẽ tạm dừng | Phát sóng Gala lễ hội mùa Xuân Trung Quốc 2021 của đài Hồ Nam nên các chương trình cùng giờ sẽ tạm dừng | Phát sóng Gala lễ hội mùa Xuân Trung Quốc 2021 của đài Hồ Nam nên các chương trình cùng giờ sẽ tạm dừng |         |
| 13-02-2021     | 25         | 1.792                                                                                                   | 6.08%                                                                                                   | 4 | 0.69 | 3.03%                                                                                                   | 2 |         |
| 14-02-2021     | 26         | 1.911                                                                                                   | 6.43%                                                                                                   | 4 | 0.75 | 3.25%                                                                                                   | 2 |         |
| 15-02-2021     | 27-28      | 2.599                                                                                                   | 8.97%                                                                                                   | 1 | 1.1 | 4.88%                                                                                                   | 1 |         |
| 16-02-2021     | 29-30      | 2.6 | 8.84%                                                                                                   | 1 | 1.06 | 4.67%                                                                                                   | 1 |         |
| 17-02-2021     | 31-32      | 2.631                                                                                                   | 8.97%                                                                                                   | 1 | 1.02 | 4.56%                                                                                                   | 2 |         |
| 18-02-2021     | 33-34      | 2.849                                                                                                   | 9.69%                                                                                                   | 1 | 1.21 | 5.39%                                                                                                   | 1 |         |
| 19-02-2021     | 35         | 1.906                                                                                                   | 6.12%                                                                                                   | 4 | 0.7 | 3.03%                                                                                                   | 1 |         |
| 20-02-2021     | 36         | 1.911                                                                                                   | 6.05%                                                                                                   | 3 | 0.89 | 3.65%                                                                                                   | 1 |         |
| 21-02-2021     | 37-38      | 2.164                                                                                                   | 7.25%                                                                                                   | 2 | 0.96 | 4.27%                                                                                                   | 1 |         |
| 22-02-2021     | 39-40      | 2.618                                                                                                   | 8.97%                                                                                                   | 1 | 1.23 | 5.42%                                                                                                   | 1 |         |
| 23-02-2021     | 41-42      | 2.618                                                                                                   | 8.97%                                                                                                   | 1 | 1.1 | 4.99%                                                                                                   | 1 |         |
| 24-02-2021     | 43-44      | 2.244                                                                                                   | 8.04%                                                                                                   | 4 | 1.02 | 4.69%                                                                                                   | 1 |         |
| 25-02-2021     | —          | — | — | — | — | — | — |         |
| 26-02-2021     | —          | Tết Nguyên Tiêu Trung Quốc                                                                              | Tết Nguyên Tiêu Trung Quốc                                                                              | Tết Nguyên Tiêu Trung Quốc                                                                              | Tết Nguyên Tiêu Trung Quốc                                                                              | Tết Nguyên Tiêu Trung Quốc                                                                              | Tết Nguyên Tiêu Trung Quốc                                                                              |         |
| 27-02-2021     | 45         | 1.011                                                                                                   | 3.2% | 5 | 0.81 | 3.25%                                                                                                   | 1 |         |
| Trung bình     | Trung bình | 2.485                                                                                                   | 8.399%                                                                                                  | — | 1.01 | 4.38%                                                                                                   | — |         |

- Lưu ý: Rating cao nhất được đánh dấu bằng màu đỏ, Rating thấp nhất được đánh dấu bằng màu xanh lam
- Nguồn：卫视小露电、TV未知数

### Thành tích
- Theo thống kê nửa đầu năm 2021:

Phong khởi Nghê Thường giữ vị trí quán quân trên Đài truyền hình Hồ Nam về tổng lượt xem trung bình.
- Theo thống kê của quý I năm 2021:

Nhiệt độ của Phong Khởi Nghê Thường đạt NO.9 trên nền tảng chiếu mạng và đạt TOP.1 raiting trung bình trong tất cả các đài vệ thị theo bảng Raiting CVB của cục Quảng Điện và Kuyun.
- Theo thống kê của quý II năm 2021:

Phong Khởi Nghê Thường tiếp tục đạt TOP.1 raiting trung bình trong tất cả các đài vệ thị theo bảng Raiting CVB của cục Quảng Điện và Kuyun.
- Theo thống kê của quý III năm 2021:

Phong Khởi Nghê Thường tiếp tục đạt TOP.1 raiting trung bình trong tất cả các đài vệ thị theo bảng Raiting CVB của cục Quảng Điện và Kuyun.
- Nhiệt độ phim truyền hình hấp dẫn của Youku lên đến 9999.
- Nhiệt độ danh sách drama của Youku đến mức  9999 đạt TOP.1 10 ngày liên tiếp.
- Nhiệt độ danh sách phim chuyển thể từ tiểu thuyết HOT của Youku lên đến 9999 đạt TOP.1 14 ngày liên tiếp.
- TOP.1 danh sách phim truyền hình Weibo.
- Tính đến hiện tại, phim kết thúc với tổng lượt xem online là 1 tỷ 419 triệu view khi mức xem trung bình là 33 triệu/tập trên nền tảng chiếu mạng.
- Theo báo cáo xu hướng phát triển ngành phim truyền hình Trung Quốc năm 2021: Phong khởi Nghê Thường trở thành bộ phim truyền hình đứng đầu trong tất cả các đài vệ thị về xếp hạng raiting trung bình.
- Theo thống kê của quý IV năm 2021:

Phong Khởi Nghê Thường đạt TOP.2 raiting trung bình trong tất cả các đài vệ thị theo bảng Raiting CVB của cục Quảng Điện và Kuyun.

## Quá trình sản xuất
Với bộ phim này, nhà sản xuất đã dốc tâm huyết để dệt nên một lịch sử chân thật về thời đại thịnh thế nên việc chuẩn bị cho bộ phim là cực kỳ tỉ mỉ. Các loại vật dụng, thủ công, phụ kiện trang trí,... được thể hiện một cách tinh tế. Đồng thời nhà sản xuất còn cho biết kịch bản phim đã được viết và xây dựng trong 7 năm.
Trước khi khai máy, các diễn viên đã được học tập các kỹ năng: Hứa Ngụy Châu từ nửa tháng trước đã gia nhập đoàn phim, tiến hành khắc khổ huấn luyện: rèn luyện thể chất, học cưỡi ngựa, binh pháp, lễ nghi cổ đại... Bên cạnh đó, nữ chính của phim - Cổ Lực Na Trát cũng học múa, học kỹ năng thêu dệt... để tiến hành ghi hình một cách chỉn chu.

### Đội ngũ sản xuất
| Vị trí              | Thực hiện                         | Tác phẩm tiêu biểu                                                     |
| ------------------- | --------------------------------- | ---------------------------------------------------------------------- |
| Nhà sản xuất        | Giả Dật Quân                      |                                                                        |
| Nhà chế tác         | Giả Dật Quân                      |                                                                        |
| Nguyên tác          | Lam Vân Thư                       | Đại Đường minh nguyệt                                                  |
| Đạo diễn            | Trần Gia Lâm                      | Trần Tình Lệnh, Cửu Châu Thiên Không Thành,...                         |
| Đạo diễn            | Hà Chấn Hoa                       | Thiên Tỉnh Chi Lộ, Thục Sơn Chiến Kỷ 2,...                             |
| Đạo diễn            | Vương Chúc Minh                   |                                                                        |
| Biên kịch           | Mai Anh Cúc                       | Người Bạn Thật Sự Của Tôi, Vẫn cứ thích em (phim truyền hình),...      |
| Biên kịch           | Lam Vân Thư ( tác giả nguyên tác) | Đại Đường Minh Nguyệt, Thiên Cổ Giang Sơn                              |
| Biên kịch           | Vương Anh                         |                                                                        |
| Biên tập            | Chiến Hải Hồng                    |                                                                        |
| Đạo cụ              | Tôn Hiểu Kiện                     |                                                                        |
| Thiết kế mỹ thuật   | Cơ Bằng                           | Trần Tình Lệnh, Tinh Vũ Môn,...                                        |
| Chỉ đạo võ thuật    | Cừu Khuê                          |                                                                        |
| Thiết kế tạo hình   | Trần Cố Phương                    | Hiên Viên kiếm - Thiên chi ngân, Cổ kiếm kỳ đàm, Thục Sơn Chiến Kỷ,... |
| Thiết kế phục trang | Trương Linh                       |                                                                        |
| Thiết kế phục trang | Cao Thu Uyển                      |                                                                        |
| Hiệu ứng hình ảnh   | Tôn Vỹ Lương                      |                                                                        |
| Âm thanh            | Du Tử Bác                         |                                                                        |
| Quản lý             | Quách Tuấn                        |                                                                        |

## Phát hành và quảng bá

### Hội nghị thường niên củaYouku
Ngày 6/8/2020, Đại Đường Minh Nguyệt được xếp trong danh sách các phim chiêu thương của Youku và tung poster đầu tiên. Theo danh dách tại hội nghị, bộ phim nằm trong lịch phát sóng trên Youku VIP 2021.

### Đại hội chiêu thương củaHồ Nam vệ thị
Ngày 22/9/2020, tại hội nghị chiêu thương của Truyền hình Hồ Nam 2021, Đại Đường Minh Nguyệt đã xuất hiện trong danh sách các phim chiêu thương của Hồ Nam. Ngoài ra, bộ phim đã tung một teaser ngắn và poster của dàn diễn viên chính cho đợt quảng bá đầu tiên.

### Kiểm duyệt
Ngày 15/1/2021, bộ phim đã được cấp phép phát hành thành công gồm 40 tập và sẽ sớm phát sóng trên nền tảng trực tuyến trong năm 2021.

### Phát hành
Tối ngày 26/01/2021, Đại Đường Minh Nguyệt đã được đổi tên thành Phong Khởi Nghê Thường, chính thức phát sóng trên trên Hồ Nam Vệ Thị - Kim Ưng độc bá kịch trường vào lúc 20:30 ngày 27/1/2021. Đồng thời phim sẽ được phát lại độc quyền trên nền tảng Youku vào lúc 22:00.
Phim cũng được FPT Play mua bản quyền và phát sóng song song với Trung Quốc.
| Kênh                            | Quốc gia   | Ngày bắt đầu         | Thời gian                             |
| ------------------------------- | ---------- | -------------------- | ------------------------------------- |
| Truyền hình vệ tinh Hồ Nam      | Trung Quốc | 27 tháng 01 năm 2021 | 20:30                                 |
| Youku                           | Trung Quốc | 27 tháng 01 năm 2021 | 22:00                                 |
| Trung Hoa TV (TVing)            | Hàn Quốc   | 19 tháng 04 năm 2021 | Thứ 2 - thứ 6 lúc 9:00 PM             |
| 8TV (kênh truyền hình Malaysia) | Malaysia   | 20 tháng 07 năm 2021 | Thứ hai đến thứ năm lúc 21:00 - 22:00 |
| VTV3                            | Việt Nam   | 30 tháng 05 năm 2023 | Thứ 2 - thứ 6 lúc 11:20               |

## Nhạc phim
| STT | Nhan đề                                                          | Phổ lời        | Phổ nhạc   | Ca sĩ         | Thời lượng |
| --- | ---------------------------------------------------------------- | -------------- | ---------- | ------------- | ---------- |
| 1.  | "Truyền Kỳ Minh Nguyệt《明月传说》" (Nhạc chủ đề)                | Chiêm Dật Quân | Tiền Lôi   | Châu Thâm     | 04:15      |
| 2.  | "Điểm Kết Thúc Của Em Có Thể Không Có Anh《你的终点可以没有我》" | Kim Xán Xán    | Tiền Lôi   | Lục Hổ        | 04:37      |
| 3.  | "Nhất Phong Thi Tiên《一封诗笺》"                                | Lịch Cẩm       | Lịch Cẩm   | Đoạn Áo Quyên | 04:28      |
| 4.  | "Tuyết Thu Chi Luyến《雪秋之恋》"                                | Dương Diệc     | Dương Diệc | Lý Hâm Nhất   | 04:15      |
| 5.  | "Thuở Xưa《从前》"                                               | Dương Hiểu Lỗi | Tiền Lôi   | Biên Trình    | 04:00      |

## Liên kết
- Đại Đường Minh Nguyệt trên Sina Weibo
- Đại Đường Minh Nguyệt trên Internet Movie Database